# Carabus syriacus
Carabus syriacus es una especie de insecto adéfago del género Carabus, familia Carabidae. Fue descrita científicamente por L. Redtenbacher en 1843.
Habita en Israel, Líbano, Siria y Turquía. Este escarabajo posee una longitud corporal de 37 a 44 mm. La cabeza y la parte anterior de la espalda están ligeramente arrugadas.